# 1698 (pivo)
1698 je pivo vyráběné britským pivovarem Shepherd Neame, prvně uvařené v roce 1998.

## Historie
Pivo 1698 se poprvé uvařilo jako výroční v roce 1998. V té době mělo velmi vysoký obsah alkoholu, konkrétně 10,5 %, bylo prodáváno rok a poté staženo z prodeje. V roce 2005 bylo rozhodnuto o obnově výroby tohoto piva. Dokvašovalo se v lahvi, vylepšena byla mikrobiologie a je třikrát chmeleno (poprvé pro hořkost, podruhé pro vůni a potřetí pro filtraci mladiny a přípravu na kvašení).
Aktuální obsah alkoholu tohoto piva je 6,5 %, ideální teplota konzumace je pak 9 - 11 °C.